# Сімпсон (Північна Кароліна)
Сімпсон (англ. Simpson) — місто (англ. town) в США, в окрузі Пітт штату Північна Кароліна. Населення — 390 осіб (2020).

## Географія
Сімпсон розташований за координатами 35°34′31″ пн. ш. 77°16′44″ зх. д. / 35.57528° пн. ш. 77.27889° зх. д. (35.575176, -77.278872).  За даними Бюро перепису населення США в 2010 році місто мало площу 0,96 км², уся площа — суходіл.

## Демографія
Згідно з переписом 2010 року, у селищі мешкало 416 осіб у 183 домогосподарствах у складі 118 родин. Густота населення становила 431 особа/км².  Було 217 помешкань (225/км²).
Расовий склад населення:
| - 60,6 % — білих - 37,0 % — чорних або афроамериканців - 1,7 % — осіб інших рас |

До двох чи більше рас належало 0,7 %. Частка іспаномовних становила 2,6 % від усіх жителів.
За віковим діапазоном населення розподілялося таким чином: 22,1 % — особи молодші 18 років, 63,0 % — особи у віці 18—64 років, 14,9 % — особи у віці 65 років та старші. Медіана віку мешканця становила 39,0 року. На 100 осіб жіночої статі у селищі припадало 88,2 чоловіків;  на 100 жінок у віці від 18 років та старших — 81,0 чоловіків також старших 18 років.
Середній дохід на одне домашнє господарство  становив 64 353 долари США (медіана — 46 250), а середній дохід на одну сім'ю — 84 854 долари (медіана — 74 000). Медіана доходів становила 53 750 доларів для чоловіків та 40 625 доларів для жінок. За межею бідності перебувало 9,4 % осіб, у тому числі 9,6 % дітей у віці до 18 років та 11,9 % осіб у віці 65 років та старших.
Цивільне працевлаштоване населення становило 168 осіб. Основні галузі зайнятості: освіта, охорона здоров'я та соціальна допомога — 42,3 %, науковці, спеціалісти, менеджери — 11,3 %, фінанси, страхування та нерухомість — 9,5 %.